# MAP3K3
MAP3K3 («митоген-активируемая белковая киназа киназы киназы 3»; англ. mitogen-activated protein kinase kinase kinase 3; КФ:2.7.11.25) — цитозольная серин/треониновая протеинкиназа семейства MAP3K. Продукт гена MAP3K3.

## Функция
MAP3K3 — компонент протеинкиназного каскада переноса сигнала, который опосредует активацию таких регуляторов транскрипции, как NF-kB, AP1 и DDIT3. Играет роль в регулировании клеточного выбора в ответ на внешние стимулы. MAP3K3 непосредственно регулирует стресс-активируемую протеинкиназу SAPK и сигнальный путь MAPK/ERK за счёт активации SEK и MEK1/2, соответственно. Альтернативный сплайсинг приводит к образованию нескольких изоформ белка. Регулирует сигнальные пути p38, JNK и ERK1/2.

## В патологии
Два ОНП гена MAP3K3 связаны с возникновением раком толстого кишечника и аппендикса.
Высокий уровень экспрессии белка обнаружен в 4 клеточных линиях рака яичника (OVCA429, Hey, DOV13 и SKOv3), который значительно превышает уровень в нормальных клетках. Уровень экспрессии MAP3K3 связан с киназной активностью IKK, который, в свою очередь, связана с активацией фактора транскрипции NFκB. Кроем этого, MAP3K3 взаимодействует с AKT, что также приводит к активации NFκB. В большинстве раковых клеток с высоким уровнем MAP3K3 повышена активность генов, ответственных за выживание клетки и за анти-апоптозные регуляторы, что происходит благодаря постоянной активации NFκB. Нокдаун гена MAP3K3 в таких клетках приводит к повышенной чувствительности к антираковым препаратам.
Нокдаун гена BRCA1, с которым взаимодействует MAP3K3, приводит к ингибированию киназной активности протеинкиназы. Паклитаксел индуцирует активность MAP3K3 через сигнальный путь MEKK3/JNK/p38/MAPK, что требует функционально активного BRCA1, т.к. на BRCA1-отрицательные раковые клетки паклитаксел не действует.

## Структура
Фермент состоит из 626 аминокислот, молекулярная масса 70,9 кДа.

## Взаимодействия
MAP3K1 взаимодействует с BRCA1, AKT, GAB1,, MAP2K5  и YWHAE.